# Cónclave de 1287-1288
La elección papal llevada a cabo entre el 4 de abril de 1287 y el 22 de febrero de 1288 fue el cónclave papal más mortífero en la historia de la Iglesia católica, con 6 de los 16 cardenales electores muertos durante las deliberaciones. Finalmente, los cardenales restantes eligieron a Girolamo Masci como el Papa Nicolás IV, casi un año después de la muerte del Papa Honorio IV, que murió el 3 de abril de 1287. Nicolás IV fue el primer Papa franciscano.

## Colegio cardenalicio
- Bentivegna Bentivegni, O.F.M., Cardenal-Decano y Gran Penitenciario.
- Latino Malabranca, O.P.
- Bernard de Languissel
- Giovanni Boccamazza
- Gerardo Bianchi, probablemente ausente.
- Girolamo Masci, O.F.M., elegido Papa.
- Jean Cholet
- Matteo Rosso Orsini, protodiácono.
- Giacomo Colonna
- Benedetto Caetani, senior.
- Goffredo da Alatri †, muerto durante la sede vacante (3 de abril de 1287) y primer protodiácono.
- Giordano Orsini †, muerto durante la sede vacante (8 de septiembre de 1287)
- Hugh de Evesham †, muerto durante la sede vacante (4 de septiembre de 1287)
- Gervais Jeancolet de Clinchamp †, muerto durante la sede vacante (15 de septiembre de 1287)
- Glusiano de Casate †, muerto durante la sede vacante (8 de abril de 1287)
- Geoffroy de Bar †, muerto durante la sede vacante (21 de agosto de 1287)

## Deliberaciones

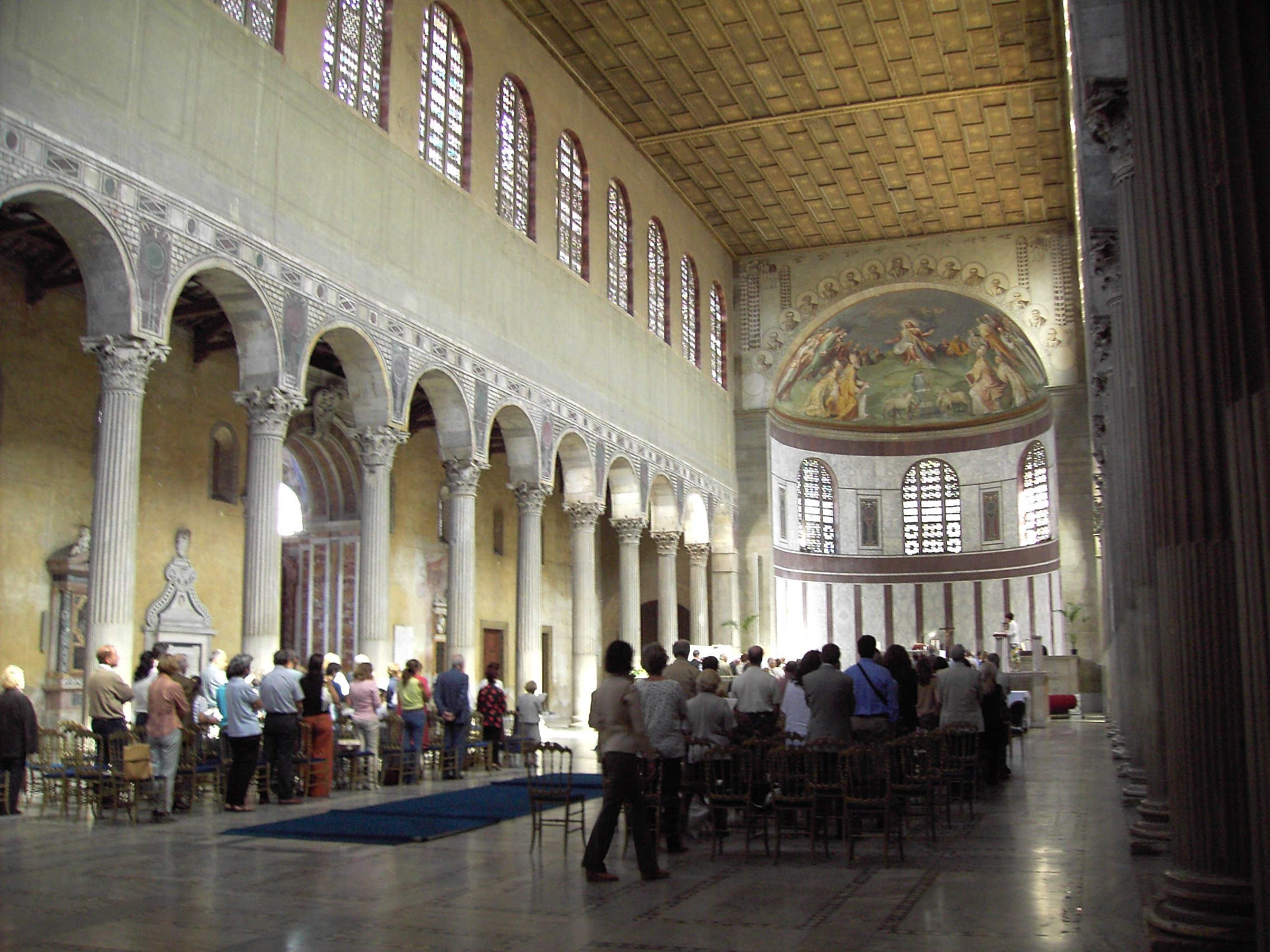
Basílica de Santa Sabina.

Las muertes de los cardenales son generalmente atribuidas a la malaria. Después de la muerte de los seis cardenales, los electores restantes, con excepción de Masci, salieron de Roma y volver a reunirse el 15 de febrero. Mientras Masci estaba en Santa Sabina en Roma, los cardenales lo eligieron inmediatamente después de su reunión, pero él se negó hasta que fue reelegido el 22 de febrero. Se pensó en el momento que Masci había sobrevivido al mantener un fuego encendido en su habitación para "purificar" los vapores pestilentes.
La elección se llevó a cabo cerca de Santa Sabina en el Aventino, en el palacio Savelli, Corte Savella, que Honorio IV había construido y utilizado como residencia de facto papal. De acuerdo con Phillip Smith, Nicolás IV, como su predecesor, "un partidario indisimulado de los intereses franceses" y "otro ejemplo del uso deshonesto de la autoridad espiritual con fines políticos, mediante la liberación de Carlos II de Nápoles desde un juramento inconveniente con Alfonso III de Aragón".